# Louis Nicolle
Pour les articles homonymes, voir Nicolle.
Louis Nicolle,  né  le 16 juin 1871 à Lille (Nord) et mort le 23 juillet 1942 à Paris (Seine), est un industriel et homme politique français.

## Biographie
Il est membre d'une ancienne famille du Nord de la France. Son père, officier de la marine puis industriel, dirige la Société de géographie de Lille. Sa mère est issue d'une famille d'industriels de textile en lin.
Louis Nicolle est bachelier ès lettres et ès sciences.
Il est le président des établissements Louis Nicolle, industrie textile, qui a son siège social 293 avenue de Dunkerque à Lomme.
Louis Nicolle, en parallèle de ses activités industrielles, mène une longue carrière politique. D'abord premier adjoint du maire de Lomme dès 1904, il est élu maire quatre ans plus tard (1908) et conserve son siège jusqu'en 1919.
En 1924 il est élu député du Nord, en cinquième position sur la liste de l'ERD (Entente Républicaine Démocratique). Réélu en 1928 et 1932, il devient ministre de la Santé publique en janvier 1936 dans le gouvernement d'Union d'Albert Sarraut. Mal vécue par les militants lillois de son parti, l'Entente républicaine démocratique (droite proche de la Fédération républicaine), cette promotion met paradoxalement fin à sa carrière politique locale. Il quitte ensuite définitivement la politique lors de l'arrivée au pouvoir du Front populaire, en juin 1936.
Membre de l'Union républicaine et démocratique jusqu'en 1936, il rejoint à l'Assemblée le groupe républicain fondé par Georges Pernot en 1932. Ses résultats aux élections législatives de 1932 : Nicolle, Louis, Alliance Démocratique Nord, 1re circonscription de Lille, élu au second tour avec 8 456 voix sur 15 525 votants soit 54,47 % des suffrages. Au Palais Bourbon, ses interventions à la tribune concernent essentiellement les sujets d'économie internationale, d'industrie et de problèmes sociaux.
Officier de la Légion d'honneur et président de la Société des sciences, de l'agriculture et des arts de Lille, il meurt à l'âge de 70 ans.

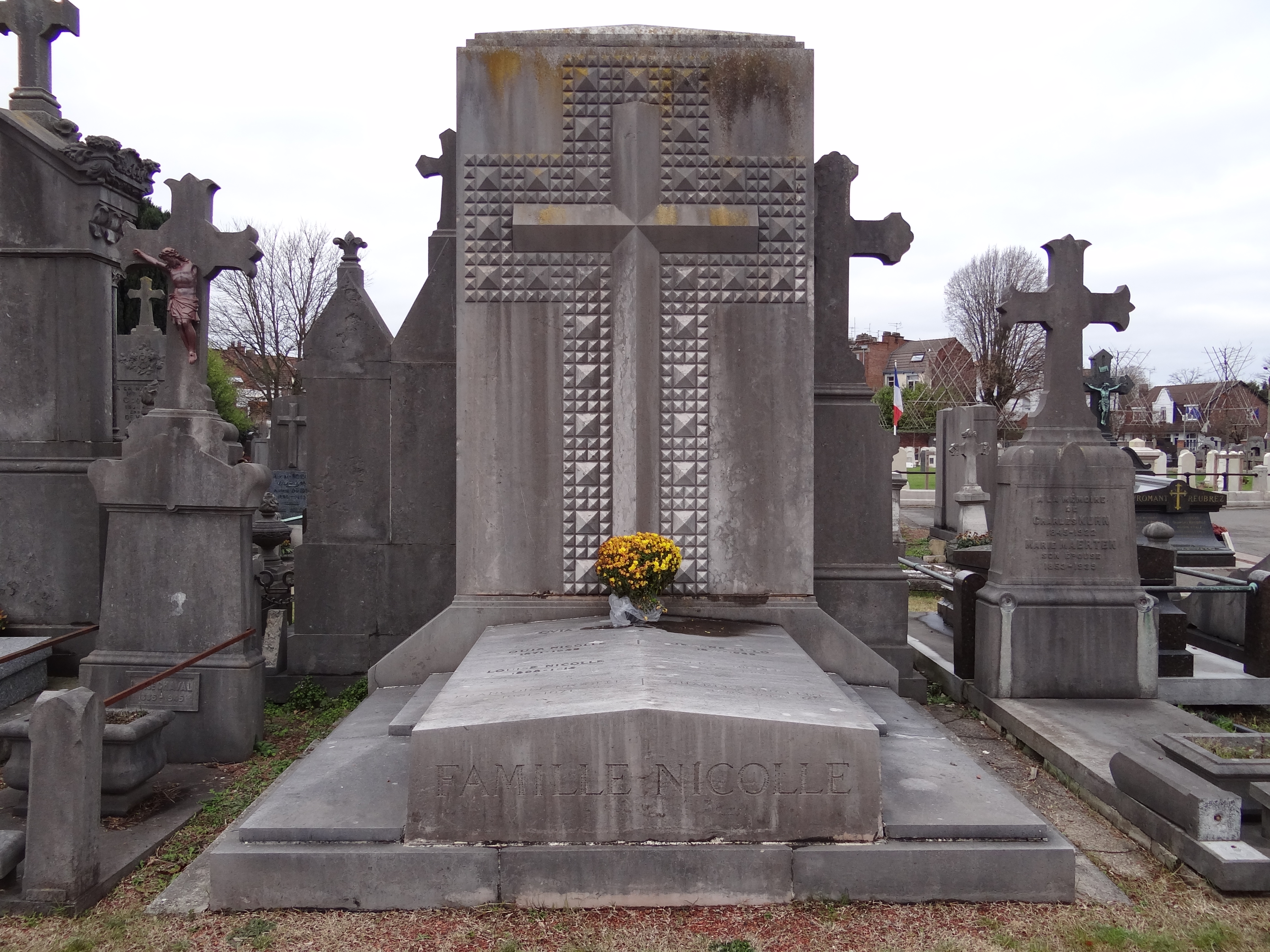
La tombe de Louis Nicolle au cimetière de Canteleu à Lambersart (Nord).

## Décorations
- Officier de la Légion d'honneur (1939)[1] ; chevalier du 23 juillet 1921[1]
- Grand-croix de l'ordre du Nichan Iftikhar[1]
- Grand cordon de l'ordre du Ouissam alaouite[1]

## Source
- Bibliothèque municipale de Lille : éloge funèbre de Louis Nicolle (27724 BM Lille)
- Archives départementales du Nord : Série M - Dossiers personnels de la IIIe République.
- « Louis Nicolle », dans le Dictionnaire des parlementaires français (1889-1940), sous la direction de Jean Jolly, PUF, 1960 [détail de l’édition]